# فرد هالوس
پروفسور فردریک کازوم هالوس، (۹ آوریل ۱۹۲۹ – ۱۰ فوریه ۱۹۹۳) یک چشم‌پزشک نیوزیلندی-استرالیایی است که دلسوز است که کمک کرد قدرت بینایی به بیش از یک میلیون نفر در استرالیا و کشورهای در حال توسعه برگردد. فرد هالوز در نیوزیلند بدنیا آمد. در ،۱۹۶۵به استرالیا نقل مکان کرد و بعدها رئیس بخش چشم‌پزشکی در یک بیمارستان سیدنی شد.
او به برابری همه انسانها اعتقاد راسخ داشت و در برپایی اولین سرویس خدمات پزشکی ابوریجینی کمک کرد که در حال حاضر تعداد زیادی از آن در سراسر جهان وجود دارد.
در ،۱۹۸۰فرد هالوز به سراسر جهان سفر کرد تا در برپایی برنامه‌های بهداشت چشم در کشورهای در حال توسعه مشارکت کند. او در آوریل سال ۱۹۸۹تابع استرالیا شد.
کار نیک پرفسورهالوز از طریق بنیاد فرد هالوزادامه دارد.